# Katinka Hosszú
Katinka Hosszu (nascuda el 3 de maig de 1989 a Pécs, Hongria) és una nedadora hongaresa, que ha competit quatre vegades en els Jocs Olímpics: 2004, 2008, 2012 i 2016. Actualment neda per l'SC Vasas, Hongria i és entrenada per Shane Tusup. Es va proclamar campiona del món en els 400 m estils el 2009 i en els 200 i 400 m estils en 2013.

## Trajectòria
Va guanyar la seva primera medalla en els Campionats d'Europa de Piscina Curta el 2004, un bronze en 400 metres estils.
En el Campionat del Món de 2009 disputat a Roma va guanyar una medalla d'or en els 400 m estils amb un temps de 4:30,31 i dues medalles de bronze en 200 m estils i 200 m papallona. Va ser triada esportista hongaresa de l'any pels seus èxits.
En els Campionats d'Europa de 2010, celebrats al seu país natal, va guanyar una medalla de plata en els 400 m estils i es va convertir en campiona d'Europa en 200 m papallona, 200 m estils i com a membre de l'equip de relleus 4x200 m estil lliure.
Dos anys després, all Campionat Europeu disputat a Debrecen, es va proclamar campiona d'Europa en els 200 m papallona i en els 200 i 400 metres estils.
En els Jocs Olímpics d'Estiu 2012, va ser quarta a la final de 400 metres estil individual, amb un temps de 4:33.49.
En el Campionat Mundial de Barcelona 2013, es va retirar de la braça de 100 metres després de classificar-se segona en les eliminatòries, per concentrar-se en la final dels 200 metres estils individual a la qual posteriorment es va imposar amb un temps de 2:07,92. També va guanyar l'or en els 400 m estils amb un temps de 4:30,41 i bronze en els 200 m papallona.
Va establir rècords mundials en els 100 m, 200 m i 400 m estils, trencant el rècord de 200 m a Eindhoven, primer a les sèries classificatòries del matí amb un temps de 2:04,39, i més tard a la final, deixant la marca en 2:03,20.
L'endemà, va tornar a fer el mateix amb els 100 m estils. En la jornada classificatòria del matí va batre l'anterior plusmarca mundial amb un temps de 57,73 segons, i a la final va superar el seu propi rècord per deixar-lo en 57,50 segons. Uns dies més tard, a la Copa del Món de Berlín, va batre per tercera vegada el rècord del món dels 100 m estils amb un temps de 57,45 segons, a més de rebaixar la plusmarca mundial dels 400 m estils (4:20,85), el que suposava el seu sisè rècord mundial en quatre dies.
En els Jocs Olímpics d'Estiu 2016, va guanyar tres medallas d'or: en els 400 m estils (rècord mundial), 100 m (esquena) i 200 m estils (rècord olímpic).